# Ozonrissbildung

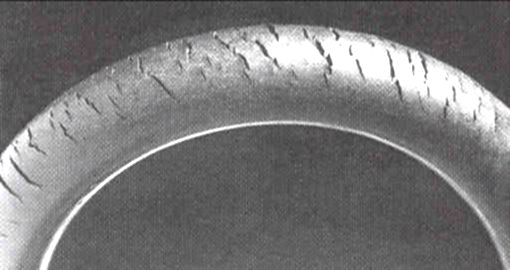
Ozonrissbildung bei Naturkautschuk

Als Ozonrissbildung wird die Bildung charakteristischer Risse in verschiedenen Elastomeren und Kautschuken bezeichnet, die durch Ozon entstehen. Früher war das Problem vor allem bei Reifen sehr verbreitet, tritt aber dort heute aufgrund von Präventionsmaßnahmen kaum noch auf. Hingegen ist die Rissbildung in vielen anderen, auch sicherheitskritischen, Bereichen wie Kraftstoffleitungen und Gummidichtungen, problematisch. Zur Einleitung der Ozonrissbildung reicht schon eine relativ geringe Konzentration des Gases aus. Ozon in der Luft greift Doppelbindungen im Gummi an, wobei Naturkautschuk, Polybutadien, Styrol-Butadien-Kautschuk und Nitrilkautschuk am empfindlichsten auf die Zersetzung reagieren.
Die Reaktion zwischen Doppelbindungen und Ozon wird als Ozonolyse bezeichnet, wenn ein Molekül des Gases mit der Doppelbindung reagiert:
Das Problem kann verhindert werden, indem dem Gummi vor der Vulkanisation Antiozonanten bzw. Ozonschutzmittel zugesetzt werden. Ozonrisse wurden häufig in Autoreifenseitenwänden festgestellt, sind aber dank der Verwendung dieser Additive heute selten zu sehen. Ein gängiges und kostengünstiges Antiozonans ist ein Wachs, das an der Oberfläche austritt und eine Schutzschicht bildet, aber auch andere Spezialchemikalien sind weit verbreitet.

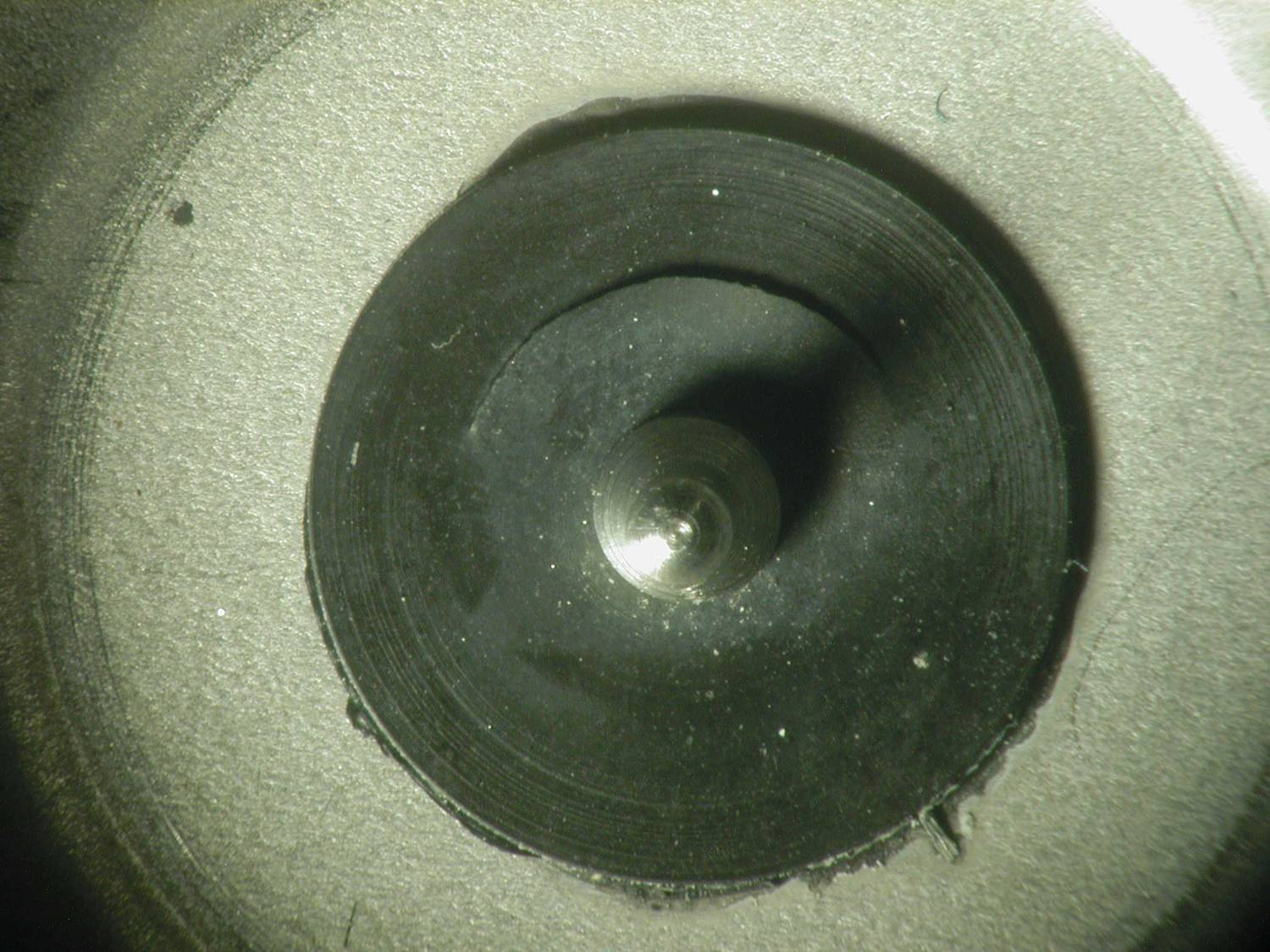
Makrofotografie der Ozonrissbildung in Druckmittler aus Nitrilbutadien-Kautschuk (NBR)
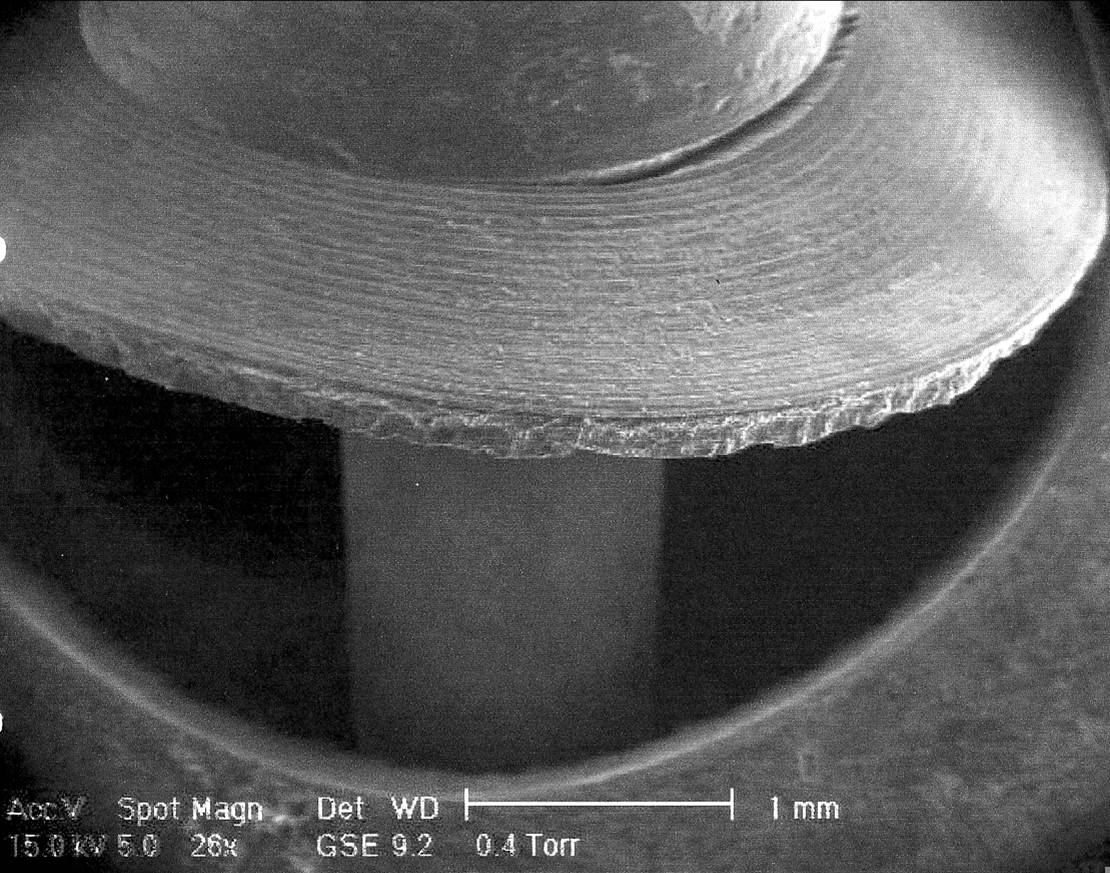
ESEM-Aufnahme von Ozonrissen in Druckmittler aus NBR, die an scharfen Ecken ausgebildet sind
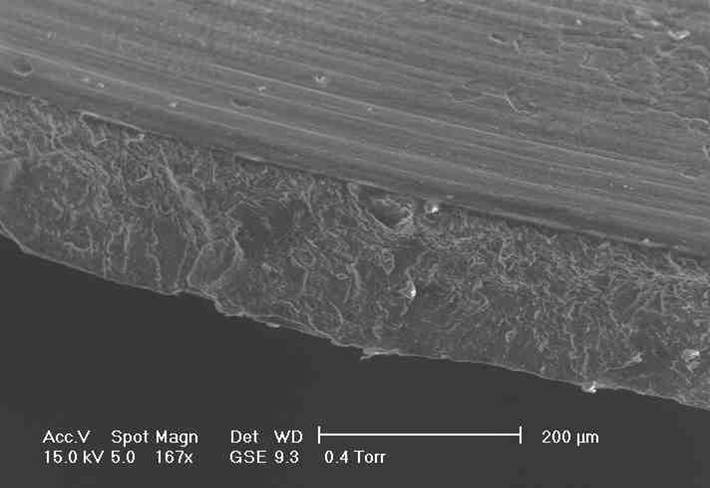
ESEM-Nahaufnahme des Ozonrisses in NBR-Druckmittler